# آكل العسل ذو الوجه الأصفر

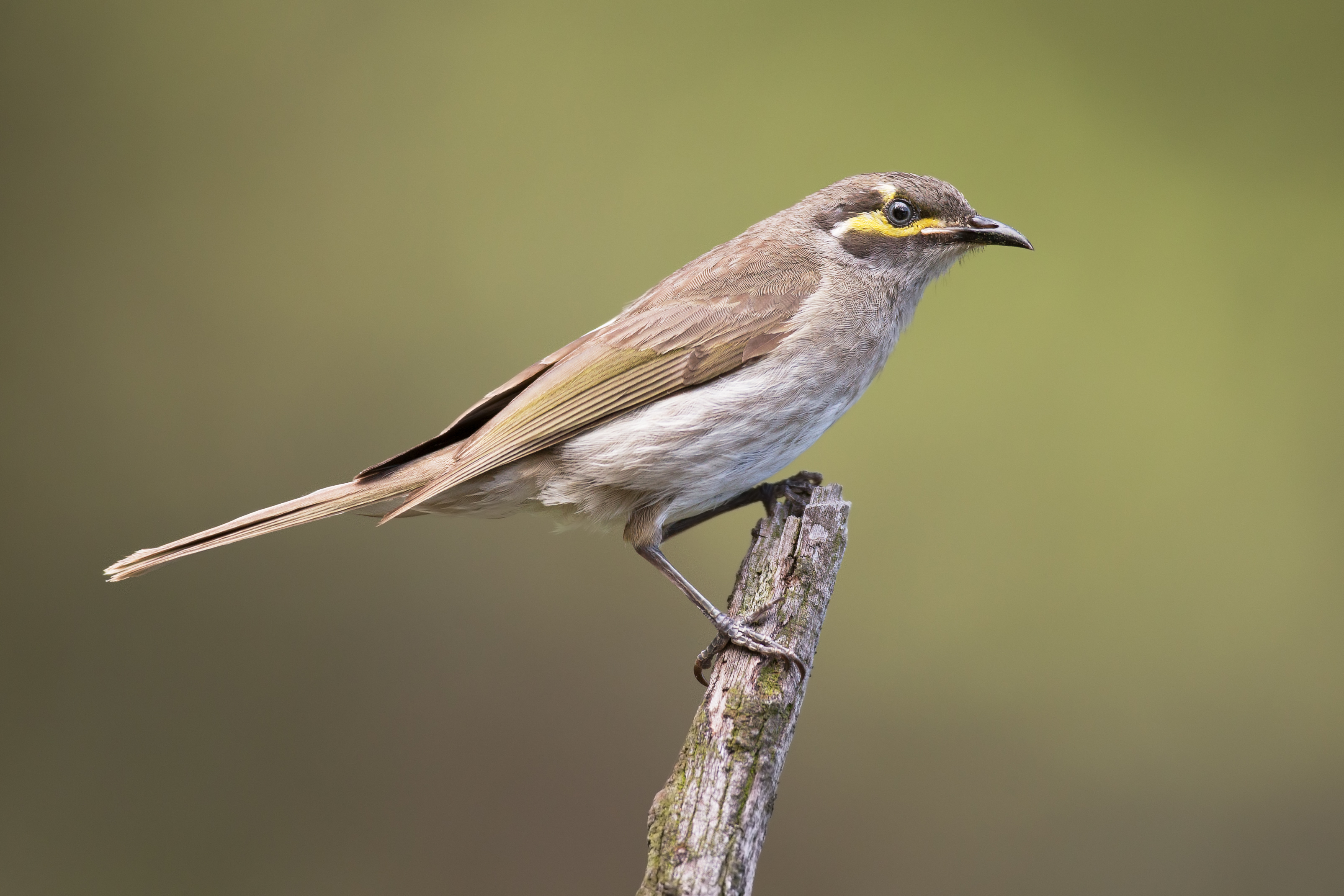
آكل العسل ذو الوجه الاصفر.

آكل العسل ذو الوجه الاصفر (بالإنجليزية: Yellow-faced honeyeater )‏ هو طائر من متوسط إلى صغير الحجم من فصيلة أو اسرة آكلات العسل، وتسمى آكلات العسل ذو الوجه الأصفر ذهبية العيون يأخذ كل من الاسم الشائع والاسم العلمي لها من المشارب الصفراء المميزة على جانبي رأسه. غالبًا ما تبدأ تغريداتها الصاخبة قبل الفجر بعشرين أو ثلاثين دقيقة.
ينتشر على نطاق واسع في جميع أنحاء شرق وجنوب شرق أستراليا، في غابات المصلب المفتوحة من الكثبان الساحلية إلى المناطق الفرعية في المرتفعات، والأراضي الحرجية على امتداد الجداول والأنهار. ويُعتقد أنه كان قصيرًا نسبيًا بالنسبة لاكلات العسل، وقد تكيف مع نظام غذائي من الذباب والعناكب والخنافس، وكذلك الرحيق وحبوب اللقاح من زهور نباتات مثل بانكسيا وقشطة شائكة، والفواكه الناعمة. يصطاد الحشرات أثناء طيرانها ويختطفها من أوراق الأشجار والنباتات.